# Inner Hell
Inner Hell är det amerikanska death metal-bandet Bludgeons debutalbum, självutgivet 1998.

## Låtlista
1. "Smoke Screen" – 4:09
2. "Fleshkill" – 3:37
3. "Programmed Embryo" – 2:21
4. "Abduction" – 3:38
5. "Crucify The Priest – 2:43
6. "Redemption Through Blood" – 2:31
7. "Devour The Unholy" – 3:25
8. "Inner Hell" – 2:41
9. "Offering" – 3:01